# جبل كوبي
جبل كوبي أو مونت كوبي، هو جبل بلوتوني يقع في الهضبة الغربية المرتفعة في الكاميرون بوسط إفريقيا، وهو أعلى سلسلة جبال باكوسي، يصل ارتفاعه إلى حوالي 2064 مترًا .

## الوصف

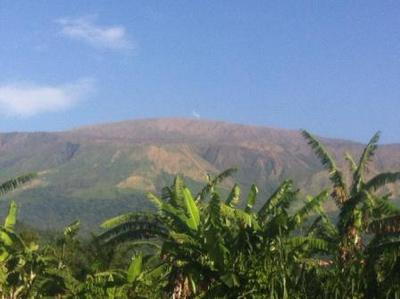
منظر من جبل كوبي في الكاميرون

يحتل الجبل أهمية كبرى كونه غني بالتنوع الحيوي، يضم جبل كوبي مستجمعات مائية من: نهر مانيو، ونهر نكام، ونهر مونغو، ومجمع مياه نهر وون.
بالإضافة إلى وجود العديد من الجداول والينابيع والأنهار، والبرك المائية منها: للاستخدامات المنزلية وأخرى كمواقع زيارات سياحية، مع وجود حديقة باكوسي الوطنية التي توفر الحماية للمستجمعات المائية المختلفة.

## الأهمية
يحظى جبل كوبي تاريخياً باحترام سكان وشعب الباكوسي المحليين باعتباره موطنًا لأسلافهم وأرواح الغابة كما يدعون.

## الزراعة
كان الجبل مغطى بالغابات ما عدا بعض المناطق في القمة، أدى التحول في الزراعة وقطع الأشجار بغرض الحصول على الأخشاب والحطب، كذلك النمو وتوسع المستوطنات البشرية، وإنشاء أراضي المراعي إلى إزالة الغابات وقلة المناظر الطبيعية في جبال باكوسي، وحولت جوانب الجبل بشكل تدريجي لأغراض الزراعة.